# Emil Wiechert
Emil Johann Wiechert (26 de diciembre de 1861 - 19 de marzo de 1928) fue un  físico y geofísico alemán que hizo muchas contribuciones a ambos campos, incluyendo la presentación del primer modelo verificable de las capas de la estructura interna de la Tierra y siendo uno de los primeros en descubrir el electrón. Fue en la Universidad de Gotinga el primer profesor del mundo de la especialidad de geofísica.

## Primeros años
Wiechert nació en Sovetsk (óblast de Kaliningrado), Provincia de Prusia, hijo de Johann y Emilie Wiechart. Después de que su padre muriera, la familia se trasladó a Königsberg para que Emil pudiera estudiar en la Universidad de Königsberg. Debido a las dificultades económicas, tardó más tiempo de lo normal en completar su educación. Finalmente se doctoró el 1 de febrero de 1889. En octubre de 1890 recibió su habilitación en física, y ya en 1896 había obtenido el título de profesor.

## Carrera
Mientras permaneció en Königsberg, Wiechert investigó la naturaleza de los rayos X y se convirtió en uno de los primeros en descubrir que los rayos catódicos se componen de corrientes de partículas. Midió correctamente la relación masa carga de estas partículas, pero no dio el paso final para explicar que este fenómeno implicaba un nuevo tipo de partículas elementales, los electrones. También estuvo interesado en campos ajenos a la física fundamental, y en 1896 publicó el primer modelo verificable del interior de la Tierra como una serie de capas. Aquí concluyó que la diferencia entre la densidad de las rocas de la superficie de la Tierra y la densidad media de la propia Tierra significaba que el planeta debía tener un núcleo de hierro pesado. Estos fueron los cimientos que uno de los estudiantes de Wiechert, Beno Gutenberg, utilizó para formular su teoría sobre las tres capas de la estructura terrestre en 1914.
Como parte de los esfuerzos de Felix Klein para restablecer la Universidad de Gotinga como un centro líder mundial en investigación, el tutor de Wiechert, Woldemar Voigt, fue reclamado a Königsberg y se llevó a Wichert con él. Inicialmente esperaba trabajar como profesor de física teórica, pero finalmente fue invitado por Klein a fundar el primer Instituto de Geofísica del mundo, convirtiéndose en el primer Profesor de la especialidad en 1898. Permanecería allí durante el resto de su carrera, asesorando a muchos estudiantes que se convirtieron en geofísicos y sismólogos líderes en el mundo, como Karl Bernhard Zoeppritz y Beno Gutenberg.

## Contribuciones e influencia
Durante su carrera hizo muchas otras contribuciones importantes, escribiendo una serie de artículos científicos, incluyendo un trabajo pionero sobre cómo las ondas sísmicas se propagan a través de la Tierra. También ideó un sismógrafo mejorado y creó el campo de prospección geológica usando pequeños sismos creados artificialmente. Wiechert también estaba interesado en la física teórica, como la teoría de Albert Einstein. Discutió el papel del éter y las preguntas relacionadas con Hendrik Antoon Lorentz y otros. Wilfried Schröder publicó la correspondencia científica de Wiechert con Lorentz y con Arnold Sommerfeld, así como una biografía de Wiechert (Bremen, Science Edsition, 2000).
Se casó en 1908 con Helene Ziebarth, hija de un abogado, pero la pareja no tuvo hijos.

## Premios y honores
- Miembro correspondiente de la Academia de Ciencias de Berlín en 1912.
- El cráter Wiechert en la Luna lleva su nombre.[4]